# 勸修寺尹豐
勸修寺尹豐（1503年—1594年3月22日），是安土桃山時代時期的公卿、藤原北家藤原北家高藤流甘露寺支流的勸修寺家當主。

## 生涯
勸修寺尹豐在文龜三年（1503年）出生，是父母勸修寺尚顯及石清水八幡宮檢校澄清之女的長子，名字接受自室町幕府第十代將軍足利義尹的偏諱。
永正五年（1508年）敘從五位下，歷任藏人、右少辨、左少辨、左中辨、藏人頭與右大辨，在天文元年（1532年）昇敘從三位參議，位列公卿。
他曾在天文元年、天文十八年（1549年）與永祿十年（1567年）三度就任賀茂傳奏，也曾在天文四年（1535年）擔任武家傳奏。元龜三年（1572年）授正二位，同年出家，法號紹可，文祿三年（1594年）逝世，享年91歲。
| 王位覬覦者                         | 王位覬覦者                                            | 王位覬覦者                             |
| ---------------------------------- | ----------------------------------------------------- | -------------------------------------- |
| 前任： 勸修寺尚顯                  | 勸修寺家當主 1532年－1572年3月16日                    | 繼任： 勸修寺晴秀                      |
| 官衔                               |                                                       |                                        |
| 前任： 廣橋兼秀                    | 武家傳奏 1535年－1567年 與廣橋兼秀、 廣橋國光同時在任 | 繼任者： 廣橋國光                      |
| 空缺上一位持有相同頭銜者：廣橋守光 | 准大臣 1572年2月13日－1572年2月19日                   | 空缺下一位持有相同頭銜者：中山孝親     |
| 空缺上一位持有相同頭銜者：中院通為 | 內大臣 1572年2月19日－1572年2月26日                   | 空缺下一位持有相同頭銜者：萬里小路惟房 |